# Alexander Loudon

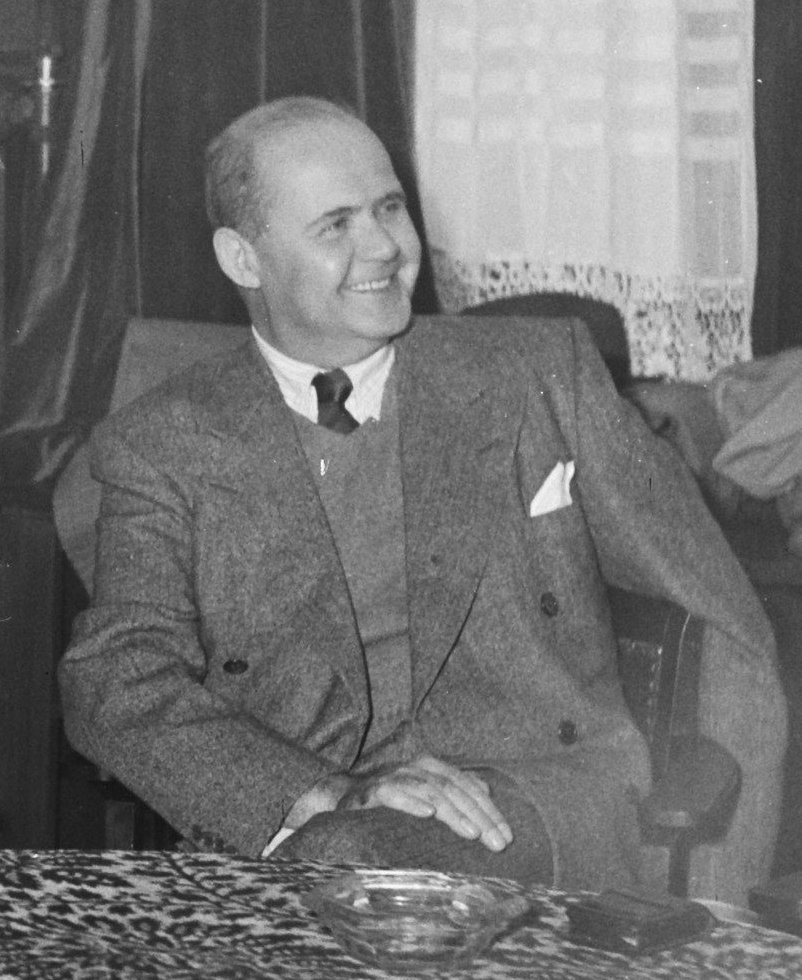
Alexander Loudon in 1945

Alexander Loudon ('s-Gravenhage, 5 juni 1892 – aldaar, 4 februari 1953) was een Nederlands diplomaat en lid van de Raad van State.
Loudon was een doortastende zakelijke topdiplomaat onder wiens leiding het gezantschap te Washington, sinds 1942 als ambassade, in de oorlog uitgroeide tot de belangrijkste Nederlandse diplomatieke missie in het buitenland. Hij maakte zich de Amerikaanse stijl eigen en was zich sterk bewust van de waarde van publiciteit voor het propageren van de Nederlandse zaak. Hij was een realist op wiens instigatie in 1942 de 7 decemberrede van Wilhelmina tot stand kwam. Hij werd in 1947 lid van de Raad van State en was daarna nog korte tijd tot aan zijn dood in 1953 secretaris-generaal van het Permanent Hof van Arbitrage.

## Familie
Loudon was een lid van de patriciaatstak van het geslacht Loudon en een zoon van Alexander Loudon (1857-1921) en diens eerste echtgenote Henriëtte Françoise Eschauzier (1863-1892), welke laatste vijftien dagen na zijn geboorte overleed. Hij trouwde in 1922 met Frédérique Christine Henriette Royaards (1896-1969), lid van de familie Royaards, en in 1935 met Beatrice Carpenter Cobb (1911); uit het tweede huwelijk werden een dochter en een zoon geboren.